# Canton de Saint-Paul (Alpes-de-Haute-Provence)
Le canton de Saint-Paul est une ancienne division administrative française située dans le département des Alpes-de-Haute-Provence et la région Provence-Alpes-Côte d'Azur supprimée en 1986.

## Histoire
Le canton de Meironnes est créé en 1801. Il comprend les communes suivantes :
- Saint-Paul (renommée Saint-Paul-sur-Ubaye en 1998)
- Meyronnes
- Larche

En 1802, il est renommé canton de Saint-Paul. 
En février 1986, alors que sa population a été divisée par près de dix depuis 1800, il est supprimé par décret et rattaché à celui de Barcelonnette.

## Évolution démographique
| Commune    | Population (1800) | Population (1851) | Population (1901) | Population (1936) | Population (1982) |
| ---------- | ----------------- | ----------------- | ----------------- | ----------------- | ----------------- |
| Larche     | 848               | 700               | 558               | 267               | 91                |
| Meyronnes  | 554               | 558               | 347               | 177               | 31                |
| Saint-Paul | 1850              | 1594              | 1060              | 560               | 208               |
| Total      | 3252              | 2852              | 1965              | 1004              | 330               |

À titre indicatif, en 2014 les trois communes étaient peuplées de 315 habitants.

## Représentation

### Conseillers généraux de 1833 à 1988
| Période | Période          | Identité                                            | Étiquette            | Qualité |
| ------- | ---------------- | --------------------------------------------------- | -------------------- | --- |
| 1833    | 1839             | Antoine Signoret                                    |                      | Propriétaire à Saint-Paul |
| 1839    | 1839 (démission) | M. Fortoul                                          |                      | Conseiller de Préfecture |
| 1839    | 1839             | Damien Manuel                                       |                      | Propriétaire à Faucon, conseiller d'arrondissement du canton de Barcelonnette |
| 1839    | 1848             | Claude Mouttet                                      |                      | Ancien Procureur du Roi au Tribunal de Barcelonnette |
| 1848    | 1861             | Jean-Baptiste Gariel                                |                      | Vérificateur de l'enregistrement à Digne |
| 1861    | 1870             | Charles Sosthène Fortoul (1826-1911)                |                      | Maître des requêtes au Conseil d'État |
| 1870    | 1878 (démission) | Pierre Antoine Gariel (1823-1901)                   | Droite               | Chef de bataillon |
| 1878    | 1888 (démission) | Jean Alexandre Reynaud (1840-1913)                  | Républicain          | Industriel au Mexique |
| 1888    | 1901             | Georges Cogordan (1849-1904)                        | Républicain          | Ministre plénipotentiaire de France en Égypte Propriétaire à Larche Président du Conseil Général                                                                                       |
| 1901    | 1913             | Jacques-Sébastien Signoret                          | Républicain          | Médecin inspecteur des écoles, Saint-Paul Propriétaire à Barcelonnette, conseiller d'arrondissement                                                                                    |
| 1913    | 1937             | Paul Reynaud (neveu d'H.Gassier) (fils d'A.Reynaud) | ARS puis ADS puis CR | Avocat à la Cour d'Appel de Paris Député des Basses-Alpes (1919-1924) Député de la Seine (1928-1942) Ministre (1930, 1931-1932, 1938, 1938-1940) Chef du Gouvernement (mars-juin 1940) |
| 1937    | 1940             | Louis Signoret                                      | RG                   | Docteur en médecine à Paris |
|         |                  |                                                     |                      | |
| 1945    | 1951             | Albert Donnadieu                                    | MRP                  | Viticulteur - Maire de Larche |
| 1951    | 1958             | Jean Spitalier                                      | RPF puis ARS         | Maire de La Condamine-Châtelard |
| 1958    | 1964             | Émile Aubert                                        | SFIO                 | Sénateur (1948-1969) Ancien maire de Barcelonnette |
| 1964    | 1976 (décès)     | Armand Richaud (1919-1976)                          | SFIO puis DVD        | Directeur de l'hôpital de Jausiers |
| 1976    | 1982             | M. Goirand                                          | DVD                  | Maire de Saint-Paul |
| 1982    | 1988             | M. Jacques                                          | RPR                  | |

### Conseillers d'arrondissement (de 1833 à 1940)
Le canton de Saint-Paul avait deux conseillers d'arrondissement.
| Période                                  | Période      | Identité                                        | Étiquette   | Qualité |
| ---------------------------------------- | ------------ | ----------------------------------------------- | ----------- | --- |
| 1833                                     | 1839         | Jean Devars (1794-1845)                         |             | Cultivateur au Mélezen, maire de Saint-Paul                                                                 |
| 1833                                     | 1839         | Joseph Reynaud (1778-1859)                      |             | Propriétaire à Saint-Paul                                                                                   |
| 1839                                     | 1845         | Antoine Signoret                                |             | Propriétaire à Saint-Paul, conseiller général                                                               |
|                                          |              |                                                 |             | |
| 1883                                     | 1893 (décès) | Honoré Reynaud                                  |             | Maire de Saint-Paul, suppléant du juge de paix                                                              |
| 1883                                     | 1895         | Antoine Signoret                                | Républicain | Médecin, propriétaire à Saint-Paul                                                                          |
| 1895                                     | 1901         | Jacques-Sébastien Signoret (neveu du précédent) | Républicain | Médecin inspecteur des écoles, Saint-Paul Propriétaire à Barcelonnette                                      |
|                                          |              |                                                 |             | |
| 1904                                     |              | Joseph André                                    |             | |
| 1904                                     |              | A. Reynaud                                      |             | |
|                                          |              |                                                 |             | |
| 1919                                     | 1928         | Irénée Donneaud                                 |             | Propriétaire agriculteur à Larche                                                                           |
| 1919                                     | 1928         | Théophile Hellion (1894-1951)                   |             | Menuisier à Saint-Paul                                                                                      |
| 1928                                     | 1940         | Étienne Vinay (1878-1968)                       | URD         | Agriculteur puis rentier, maire de Larche (1925-1945)                                                       |
| 1928                                     | 1940         | André Isidore Faure (1886-1971)                 | URD         | Maire de Saint-Paul, greffier de la justice de paix                                                         |
| 1940                                     |              |                                                 |             | Les conseils d'arrondissement ont été suspendus par la loi du 12 octobre 1940 et n'ont jamais été réactivés |
| Les données manquantes sont à compléter. |              |                                                 |             | |

## Sources et références
1. 1 2  « Décret n°86-251 du 20 février 1986 portant suppression de cantons dans le département des Alpes-de-Haute-Provence », Journal officiel de la République française,‎ 26 février 1986, p. 3021 (lire en ligne).
2. ↑  Des villages de Cassini aux communes d'aujourd'hui, « Notice communale : Saint-Paul », sur ehess.fr, École des hautes études en sciences sociales (consulté le 28 juin 2021).
3. ↑  « Journal officiel de l'Empire français » , sur Gallica, 19 juin 1870 (consulté le 1er septembre 2020).
4. ↑  « Journal officiel de la République française » , sur Gallica, 24 juillet 1878 (consulté le 1er septembre 2020).
5. ↑  « Ministère de la culture - Base Léonore », sur culture.gouv.fr (consulté le 19 avril 2023).
6. ↑  « Journal officiel de la République française. Lois et décrets » , sur Gallica, 29 février 1888 (consulté le 1er septembre 2020).